# Louis Cools-Lartigue
Louis Cools-Lartigue, né le 18 janvier 1905 à Roseau et mort le 21 août 1993 dans la même ville, est un homme politique dominiquais, président du pays par intérim de 1978 à 1979.

## Biographie
Jusqu'en 1955, Cools-Lartigue était le secrétaire en chef des îles du Vent. Dès le 9 mai, George F. Holsten avait nommé une commission le nommant au poste de suppléant du gouverneur.
De novembre 1967 au 3 novembre 1978, Cools-Lartigue fut le dernier gouverneur de la Dominique. Il a ensuite été élu président par intérim et a exercé ses fonctions du 3 novembre 1978 au 19 janvier 1979 jusqu'à ce que Fred Degazon soit élu président de la Dominique . Pendant une crise constitutionnelle suscitée par le désir de réformes socialistes démocratiques, Degazon s’enfuit en Angleterre le 10 juin 1979 et Cools-Lartigue fut élu par le Parlement à sa place le 15 juin 1979. Cools-Lartigue démissionna de ses fonctions à la présidence. le lendemain, sous la pression de la famille, ou due à des émeutiers qui ont attaqué sa maison le 17 juin 1979. Jenner Armor l' a remplacé à la présidence de la Dominique.